# V1 Auto World Tianjin
Die V1 Auto World Tianjin ist eine permanente Motorsport-Rennstrecke etwa 40 km nordnordwestlich von Tianjin in China. Die Strecke befindet sich im Dongpuwa Residental District des Stadtbezirks Wuqing, etwa 9 km westlich des Flughafens Yunhedong.

## Geschichte
2018 wurde der permanente Kurs eröffnet. In den Folgejahren wurden umliegende Straßen mit eingebunden, so dass die Strecke in ihrer längsten Variante einen teilpermanenten Stadtkurs mit 19 Kurven und bis zu 4,3 km Länge umfasst. Dieser ist nach FIA Grad 2 homologiert. Der 2019 fertiggestellte „E-Circuit“  weist eine Länge von 3,73 km auf und ist nach FIA Grad 3 homologiert.

## Streckenbeschreibung
Die Anlage besteht aus einem 2,5 km langen permanenten Straßenkurs, der bei Bedarf in 2 separate und parallel betreibbare Abschnitte mit jeweils eigener Boxengasse aufgeteilt werden kann und einer teilpermanenten Streckenerweiterung im Süden durch die der Kurs bei Bedarf in 2 Stufen auf 3,72 bzw. 4,3 km Länge verlängert werden kann. Die Boxengasse des nördlichen Abschnitts umfasst 39 Garagen während die des mittleren Abschnitts weitere 12 Garagen bietet. Alle Streckenvarianten werden im Uhrzeigersinn befahren. Die Breite der Start-Ziel-Geraden beträgt 15 Meter während die restlichen Streckenabschnitte eine Breite von 12 Metern aufweisen.

## Veranstaltungen
Aktuell (Stand 2025) starten die Sprintserie des GT China Cup sowie die Markenpokale des Hyundai N Cups und des TOYOTA GAZOO Racing China GR86 Cups auf der Strecke. 